# ティム・ナナイ＝ウィリアムズ
ティム・ナナイ＝ウィリアムズ（Tim Nanai-Williams、1989年6月12日 - ）は、ニュージーランド出身のラグビーユニオン選手。プロD2に参戦するASベジエ・エローに所属している。

## プロフィール
- ニュージーランド・オークランド出身。
- ポジションはウィング(WTB)、センター(CTB)、フルバック(FB)。
- 身長 179cm、体重 87kg
- ボークコリン雷神は義兄[1]。
- サモア代表キャップは12（2021年1月現在）で2015W杯・2019W杯のサモア代表に選ばれた[2]。
- 7人制のニュージーランド代表・サモア代表共に選ばれたことがある[3]。
- バーバリアンズに選ばれたことがある[4]。

## 略歴
カウンティーズ・マヌカウ、チーフスを経て、2015年、リコーブラックラムズに加入。同年11月14日に行われたジャパンラグビートップリーグ第1節のNTTコミュニケーションズシャイニングアークス戦に途中出場で日本での公式戦初出場を果たす。
2017年、リコーブラックラムズを退団後、カウンティーズ・マヌカウを経て、同年、ASMクレルモンに加入。 
2021年、トゥールーズに加入。